# Banknoty Banku Polskiego (1830–1831)
Banknoty Banku Polskiego (1830–1831) – banknoty denominowane w złotych polskich emitowane przez Bank Polski Królestwa Kongresowego, z umieszczonym rokiem emisji 1830 albo 1831.

## Rys historyczny
Dzięki staraniom Ksawerego Druckiego Lubeckiego reskryptem z 29 stycznia 1828 r. car Mikołaj I powołał w Warszawie Bank Polski (otwarty 6 maja 1828 r.) jako centralną instytucję finansową Królestwa Polskiego, posiadającą między innymi uprawnienia emisyjne zarówno własnych biletów bankowych, jak i biletów kasowych Królestwa Polskiego wydrukowanych w 1824 r. Banknoty Banku Polskiego otrzymały kurs kasowy (miały być przyjmowane w należnościach na rzecz państwa), nie były natomiast prawnym środkiem płatniczym, gdyż nie miały kursu przymusowego (osoba prywatna nie była zobowiązana do ich przyjmowania).
Po uruchomieniu banku do obiegu wprowadzono wydrukowane w 1824 r. na kwotę 16 mln złotych polskich bilety kasowe. Specjalnymi reskryptami z
- 2 lutego 1830 r. oraz
- 3 listopada 1830 r.

car określił szczegółowo wygląd i warunki emisyjne nowych biletów bankowych o nominałach: 5, 10, 50, 100, 500 i 1000 złotych polskich.
Pieniądz papierowy Królestwa Kongresowego cieszył się pełnym zaufaniem ludności, gdyż był wymienialny w kasach banku na złote i srebrne monety, mimo że nie miał kursu przymusowego. Co więcej, w ogólnym obiegu pieniężnym zaczął powoli wysuwać się przed emisje monetarne.

## Banknoty emisji 1 maja 1830[6][7]
Z zadekretowanych sześciu nominałów, z datą emisji 1 maja 1830 r. przygotowano i wprowadzono do obiegu jedynie trzy: 5, 50 i 100 złotych polskich. Dnia 26 listopada 1830 r., na trzy dni przed wybuchem powstania listopadowego, jako pierwszy wszedł do obiegu nominał 50 złotych. Pięcio- i stuzłotówki wprowadzono dopiero po upadku powstania.
Pierwszym etatowym rytownikiem Banku Polskiego był Jan Minheymer, warszawski medalier i sztycharz, któremu powierzono w 1829 r. zaprojektowanie nowych znaków pieniężnych. Ostatecznie wykorzystano jednak tylko niektóre elementy opracowanych projektów. Nowe banknoty nosiły polskie napisy, a ich układ graficzny całkowicie różnił się od swoich odpowiedników z innych państw europejskich.
Nominały 50 i 100 złotych polskich miały kształt prostokąta. Drukowano je na papierze koloru perłowego. Oba nominaty miały bogatą szatę graficzną giloszy oplatających oznaczenia cyfrowe nominałów i napis „Bank Polski”. Nie zawierały jednak wyobrażenia całego herbu Królestwa Polskiego, lecz tylko królewską koronę, mimo iż wizerunek herbu proponował w swych projektach Jan Minheymer. Herb Królestwa Polskiego znalazł się jedynie na suchej pieczęci z napisem „Bank Polski”. Na banknotach umieszczono:
- kolejną numerację,
- faksymile podpisów prezesa i dyrektora Banku.

Wydrukowano je na papierze ze znakami wodnymi wyobrażającymi w girlandach oznaczenia cyfrowe i słowne nominału. Na stronie odwrotnej biletów wydrukowano artystycznym giloszem oznaczenia cyfrowe nominału i umieszczono odręczny podpis kontrolera bankowego.
Ostatni bilet bankowy emisji z datą 1 maja 1830 r., o nominale 5 złotych polskich, wprowadzono do obiegu dopiero w 1835 r. Różnił się on od poprzedników kształtem – prostokąt o orientacji pionowej, a nie poziomej jak poprzednie – ale miał jednak podobne wyobrażenia i znaki zabezpieczające.
| Nominał              | Awers i rewers banknotu | Charakterystyka     |
| -------------------- | ----------------------- | ------------------- |
| 5 złotych polskich   |                         | Emisja: 1 maja 1830 |
| 50 złotych polskich  |                         | Emisja: 1 maja 1830 |
| 100 złotych polskich |                         | Emisja: 1 maja 1830 |

## Banknoty powstania listopadowego[11]
Po wybuchu powstania listopadowego sejm zdetronizował Mikołaja I i ogłosił zerwanie więzów z Rosją. Mimo to system monetarny nie uległ większym zmianom. Ze względu na konieczność zasilenia skarbu na wydatki wojenne oraz potrzebę uzupełnienia obiegu pieniężnego o drobne nominały Rząd Narodowy upoważnił uchwałą Bank Polski do dalszej emisji biletów kasowych o nominale 5 złotych polskich, z datą 1824 r., na których emisję bank posiadał jeszcze carskie zezwolenie. W czasie powstania wydrukowano 274 044 sztuki tych biletów. Do emisji właściwych powstańczych banknotów doszło dopiero po uchwale sejmowej z 1 lipca 1831 r., na mocy której Rząd Narodowy upoważnił Bank Polski do wyemitowania banknotów o nominałach 1 i 2 złote polskie, na łączną kwotę 10 mln złotych. Projekty tych banknotów wykonał również Jan Minheymer. Pomimo zatwierdzenia do druku obu nominałów doszło jedynie do wypuszczenia powstańczej złotówki i tylko na sumę 735 000 złotych.
Jednozłotowy powstańczy bilet bankowy wykonano w kolorze zielonym, z oznaczeniem rocznej daty emisji – 1831 – na tle ozdobnej giloszowej ramki. Na banknocie o wymiarach około 64 x 103 mm umieszczono:
- faksymile podpisu dyrektora banku oraz
- oznaczenie literowe serii i kolejny numer.

Powstańczy charakter uwidoczniony został w dwutarczowym kartuszu herbowym Korony i Litwy, pod królewską koroną. Po raz pierwszy na polskim banknocie pojawiła się sygnatura nazwiska jego projektanta – Jana Minheymera. Oprócz ozdobnych litograficznych giloszy tego jednostronnego banknotu, drukowanego na papierze bez znaków wodnych, dodatkowym zabezpieczeniem przed fałszerstwem było zastosowanie suchego napisu wytłokowego u dołu banknotu: „Złoty jeden”.
Wraz z upadkiem powstania wycofano z obiegu powstańcze jednozłotówki i komisyjnie je spalono. Tylko nieliczne ocalały jako pamiątki.
| Nominał        | Awers i rewers banknotu | Charakterystyka |
| -------------- | ----------------------- | --------------- |
| 1 złoty polski |                         | Emisja: 1831    |